# هریسون (اوهایو)
هریسون(به انگلیسی: Harrison) شهری در ایالت اوهایو کشور ایالات متحده آمریکا است که جمعیت آن در سرشماری سال ۲۰۱۰ میلادی، ۹٬۸۹۷ نفر بوده‌است.